# L'odissea del vol 33
"L'odissea del vol 33" (títol original en anglès "The Odyssey of Flight 33") és el divuitè episodi de la segona temporada, i el 54è total de la sèrie de televisió d'antologia La Dimensió Desconeguda. Es va emetre originalment el 24 de febrer de 1961 a CBS. Ha estat doblat al català i emès per TV3. Una ruptura improbable de la barrera del temps troba un avió comercial enviat de tornada a l'època prehistòrica i després a la ciutat de Nova York de 1939. La història és una narració moderna del mite de l'holandès errant, i va ser escrita per creador de la sèrie Rod Serling.

## Narració d'obertura
| « | Estàs viatjant en un avió de línia en ruta de Londres a Nova York. Esteu a 35.000 peus dalt d'un ennuvolat i uns cinquanta-cinc minuts de l'aeroport d'Idlewild. Però el que heu vist passar dins de la cabina d'aquest avió no és cap reflex sobre l'avió o la tripulació. És una màquina segura, ben dissenyada i perfectament dissenyada. I els homes que acabes de conèixer són un equip entrenat, genial i molt eficient. El problema és simplement que l'avió va massa ràpid i no hi ha res dins de l'àmbit del coneixement o almenys de la lògica que ho expliqui. Sense que els passatgers i la tripulació ho sàpiguen, aquest avió s'està dirigint a una regió inexplorada molt allunyada dels camins triats dels viatgers comercials: s'està traslladant a La Dimensió Desconeguda. El que estàs a punt de veure l'anomenem "L'Odissea del vol 33". | » |

## Argument

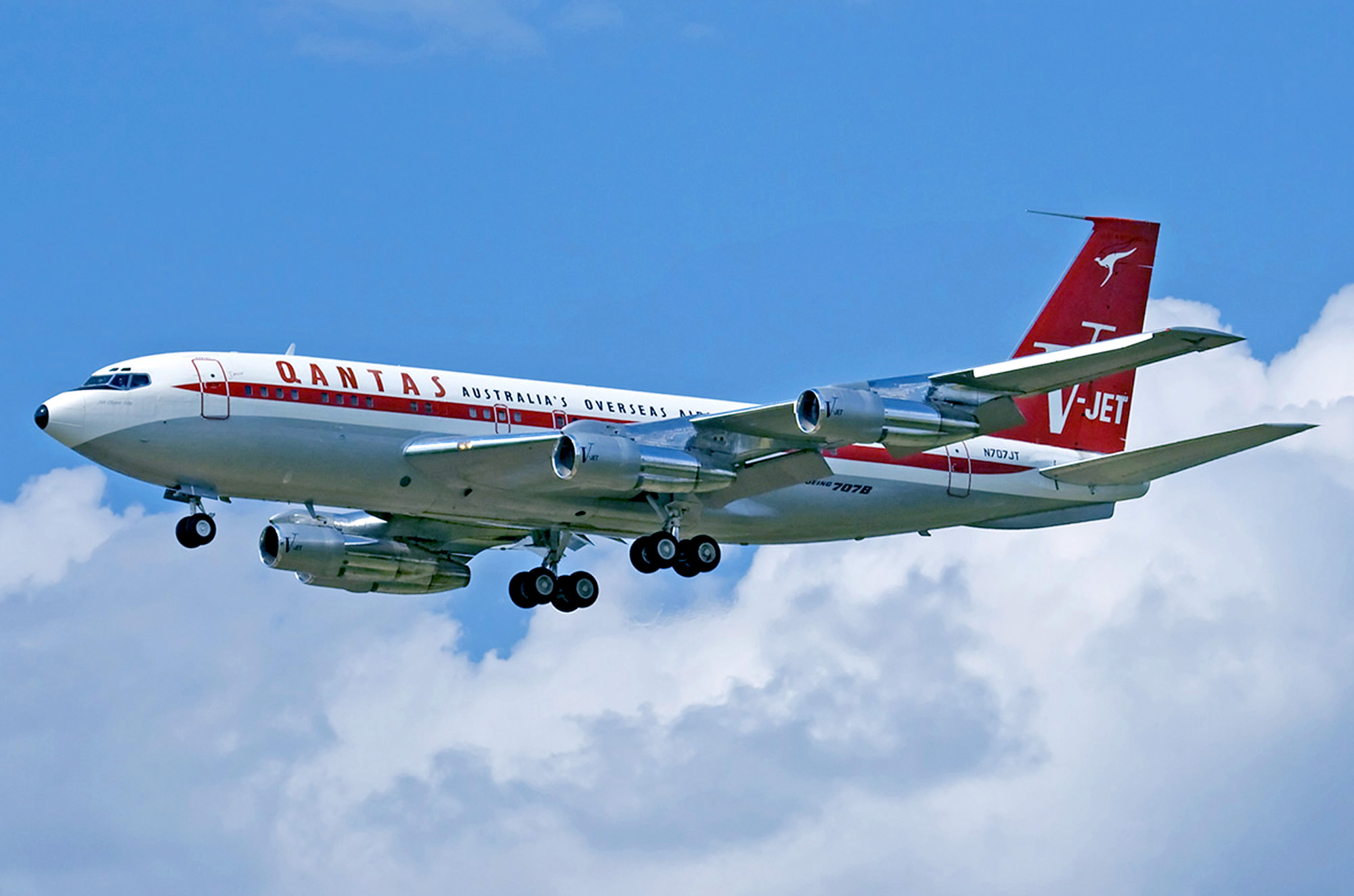
Un Boeing 707

El vol 33 de Global Airlines està en ruta de Londres a Nova York. A uns 50 minuts de l'Aeroport Idlewild, el capità Farver i la seva tripulació noten que la velocitat de terra del seu Boeing 707 està augmentant ràpidament més enllà de tota raó. La seva velocitat real es manté constant, de manera que no hi ha risc que l'avió es trenqui. Ja no poden contactar amb ningú per ràdio.
L'avió viatja a través d'un flaix de llum i de fortes turbulències; el capità es pregunta si han passat per la barrera del so. No hi ha danys aparents a l'avió. Encara sense poder contactar amb ningú a terra, i davant el risc de possible col·lisió amb altres avions, Farver finalment decideix baixar per sota dels núvols. La tripulació és capaç d'identificar la costa de l'illa de Manhattan i altres punts de referència geogràfics, però no hi ha ciutat. La tripulació s'adona que han viatjat molt enrere en el temps quan veuen dinosaures pasturar.
La seva única esperança de tornar a l'actualitat és augmentar l'altitud i la velocitat en un intent d'atrapar el mateix "corrent en raig". Després d'un altre llampec de llum i sacsejades violentes, la ciutat de Nova York torna a ser visible, i si bé encara no poden contactar amb Idlewild, poden arribar a l'aeroport LaGuardia. Tanmateix, el controlador aeri de la ràdio no entén les seves referències tecnològiques. El controlador finalment autoritza l'avió per aterrar a LaGuardia, però ordena al capità que es reporti després a l'oficina de la CAA; el capità comenta que fa anys que no anomenaven l'Agència Federal d'Aviació amb aquest nom. El copilot veu els edificis i estructures de l'Exposició mundial de Nova York de 1939 a continuació, fent que la tripulació s'adoni que sí que han tornat, però "no prou lluny".
El capità intenta una ascensió més abans que s'acabi el combustible, en un esforç per tornar l'avió al 1961. Es dirigeix als passatgers explicant que han viatjat en el temps. "L'únic que us demano és que mantingueu la calma", diu als passatgers del sistema P.A., "... i reseu".

## Narració de cloenda
| « | Un avió de línia global, en ruta de Londres a Nova York en una tarda tranquil·la de l'any 1961, però ara denunciat com a vençut i desaparegut, i ara per ara, buscat a terra, mar i aire per éssers humans angoixats, por del que trobaran. Però tu i jo sabem on és ella. Tu i jo sabem què ha passat. Per tant, si en algun moment, en qualsevol moment, escolteu el so dels motors a reacció que volen sobre l'ennuvolat (motors que sonen buscant i perduts, motors que sonen desesperats), disparan una bengala o fan alguna cosa. Això seria Global 33 intentant tornar a casa, des de La Dimensió Desconegida. | » |

## Repartiment
- John Anderson com el capità "Skipper" Farver
- Paul Comi com a primer oficial Craig
- Sandy Kenyon com a Navigator "Magellan" Hatch
- Harp McGuire com a enginyer de vol Purcell
- Beverly Brown com a Janie
- Wayne Heffley com a 2n oficial Wyatt
- Betty Garde com a passatgera
- Jay Overholts com a passatger
- Nancy Rennick com a Paula
- Lester Fletcher com a home de la RAF
- Robert McCord com a passatger

## Notes de producció

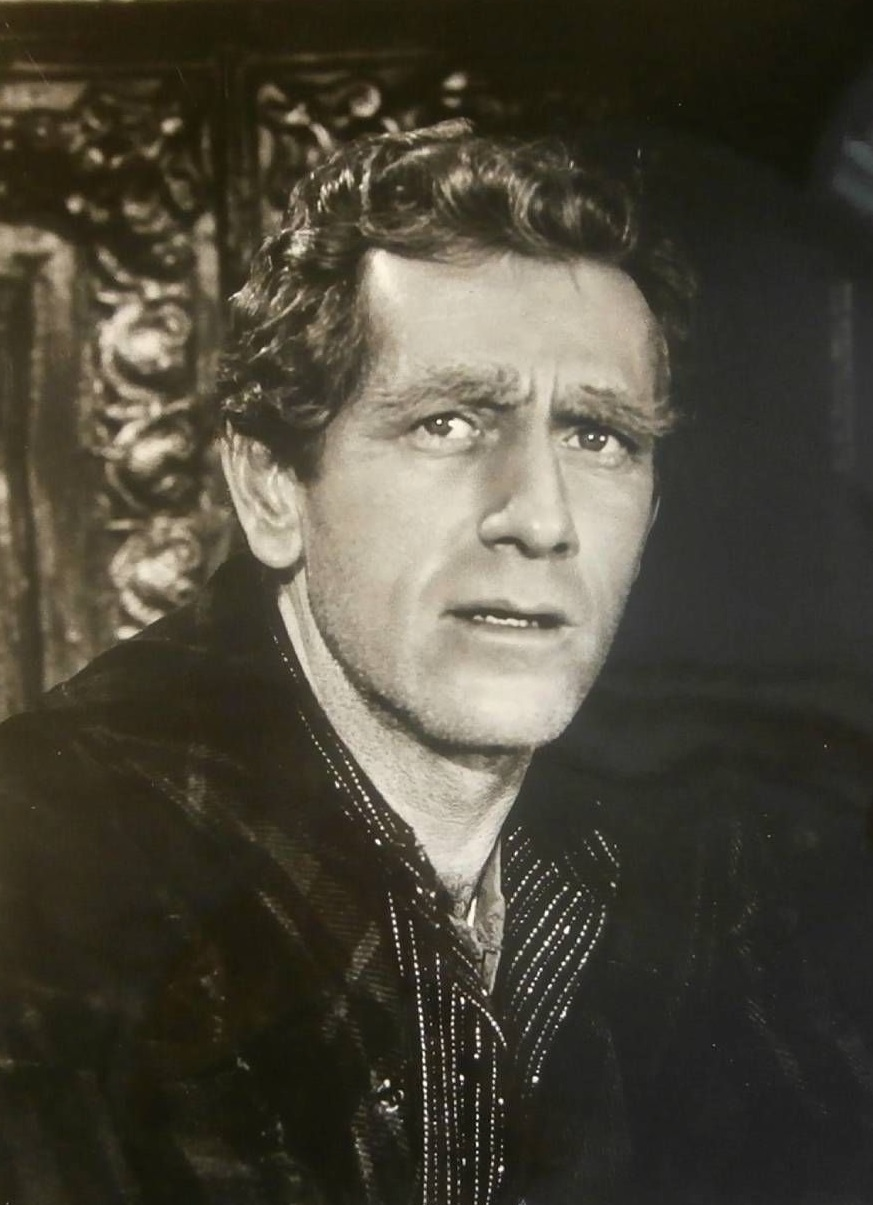
L’actor John Anderson va interpretar el capità Farver